# Canal+ 3D
Canal+ 3D fue un canal de televisión español de pago, propiedad de Telefónica. El canal tenía la particularidad de que emitía su programación en tres dimensiones, siendo el primer canal de televisión de España que emitió con esta característica.

## Historia
Canal+ 3D comenzó sus emisiones en pruebas el 18 de mayo de 2010, con una corrida de toros en San Isidro. Su programación está dedicada a la emisión de películas de estreno, eventos deportivos, conciertos y otros géneros, todo ello usando la tecnología 3D.

## Equipo necesario
Para poder ver el canal, es necesario tener el decodificador iPlus de la misma plataforma, junto con un televisor compatible con las emisiones en 3D y unas gafas de tres dimensiones para poder percibir dicho efecto.